# Підлітки-мутанти черепашки-ніндзя (IDW)
«Підлітки-мутанти черепашки-ніндзя» (англ. «Teenage Mutant Ninja Turtles») — тривала серія коміксів, від видавництва «IDW Publishing». З моменту свого старту у серпні 2011 року, це була перша нова коміксна версія черепашок (перезапуск франшизи), яка дебютувала після продажу франшизи телеканалу «Nickelodeon» у жовтні 2009 року. Оригінальна творча команда серії складалася зі співавтора черепашок Кевіна Істмана (який співпрацював над сюжетом і макетами сторінок), Тома Вальца (який написав сценарій серії) і художника Дена Дункана.

## Синопис
Рафаель, Донателло, Мікеланджело та Леонардо. Ці чотири імені відомі кожній дитині. І вони прихопивши свої ніндзя-прийомчики та підліткову кмітливість, зустрінуться зі старими ворогами і новими проблемами.
Сучасна історія від одного з творців черепашок — Кевіна Істмана.

### Невідворотність змін
Новий світ відкриває двері для Черепашок… Команда розпалась, і Рафаель змушений блукати вулицями Нью-Йорка в пошуках їжі та даху над головою. Його брати продовжують пошуки разом з учителем Сплінтером, але єдине що вони знаходять, — це великі неприємності на чолі з котом-мутантом Старим Бісом і його бандою. І поки розкривається таємниця минулого черепашачої сім'ї, їхнє майбутнє висить на волосині!
До збірки входить The Teenage Mutant Ninja Turtles #1-4.

## Видання
Основні випуски серії були зібрані у наступних томах:
| Назва                                                              | Дата публікація | До збірки входить                              |
| ------------------------------------------------------------------ | --------------- | ---------------------------------------------- |
| Teenage Mutant Ninja Turtles Vol. 1: Change is Constant            | 21 лютого 2012  | Teenage Mutant Ninja Turtles #1–4              |
| Teenage Mutant Ninja Turtles Vol. 2: Enemies Old, Enemies New      | 24 липня 2012   | Teenage Mutant Ninja Turtles #5–8              |
| Teenage Mutant Ninja Turtles Vol. 3: Shadows of the Past           | 9 жовтня 2012   | Teenage Mutant Ninja Turtles #9–12             |
| Teenage Mutant Ninja Turtles Vol. 4: Sins of the Fathers           | 19 лютого 2013  | Teenage Mutant Ninja Turtles #13–16            |
| Teenage Mutant Ninja Turtles Vol. 5: Krang War                     | 14 травня 2013  | Teenage Mutant Ninja Turtles #17–20            |
| Teenage Mutant Ninja Turtles Vol. 6: City Fall Part 1              | 29 жовтня 2013  | Teenage Mutant Ninja Turtles #21–24            |
| Teenage Mutant Ninja Turtles Vol. 7: City Fall Part 2              | 18 лютого 2014  | Teenage Mutant Ninja Turtles #25–28            |
| Teenage Mutant Ninja Turtles Vol. 8: Northampton                   | 11 червня 2014  | Teenage Mutant Ninja Turtles #29–32            |
| Teenage Mutant Ninja Turtles Vol. 9: Monsters, Misfits, and Madmen | 21 жовтня 2014  | Teenage Mutant Ninja Turtles #33–36            |
| Teenage Mutant Ninja Turtles Vol. 10: New Mutant Order             | 10 лютого 2015  | Teenage Mutant Ninja Turtles #37–40            |
| Teenage Mutant Ninja Turtles Vol. 11: Attack On Technodrome        | 30 червня 2015  | Teenage Mutant Ninja Turtles #41–44            |
| Teenage Mutant Ninja Turtles Vol. 12: Vengeance Part 1             | 22 жовтня 2015  | Teenage Mutant Ninja Turtles #45–47, 2015 FCBD |
| Teenage Mutant Ninja Turtles Vol. 13: Vengeance Part 2             | 19 січня 2016   | Teenage Mutant Ninja Turtles #48–50            |
| Teenage Mutant Ninja Turtles Vol. 14: Order from Chaos             | 17 травня 2016  | Teenage Mutant Ninja Turtles #51–55            |
| Teenage Mutant Ninja Turtles Vol. 15: Leatherhead                  | 18 жовтня 2016  | Teenage Mutant Ninja Turtles #56–60            |
| Teenage Mutant Ninja Turtles Vol. 16: Chasing Phantoms             | 11 квітня 2017  | Teenage Mutant Ninja Turtles #61–65            |
| Teenage Mutant Ninja Turtles Vol. 17: Desperate Measures           | 12 вересня 2017 | Teenage Mutant Ninja Turtles #66–70            |
| Teenage Mutant Ninja Turtles Vol. 18: Trial of Krang               | 20 лютого 2018  | Teenage Mutant Ninja Turtles #71–75, 2017 FCBD |
| Teenage Mutant Ninja Turtles Vol. 19: Invasion of the Triceratons  | 3 липня 2018    | Teenage Mutant Ninja Turtles #76–80            |
| Teenage Mutant Ninja Turtles Vol. 20: Kingdom of Rats              | 9 жовтня 2018   | Teenage Mutant Ninja Turtles #81–85            |
| Teenage Mutant Ninja Turtles Vol. 21: Battle Lines                 | 1 травня 2019   | Teenage Mutant Ninja Turtles #86–89            |
| Teenage Mutant Ninja Turtles Vol. 22: City at War Part 1           | 9 жовтня 2019   | Teenage Mutant Ninja Turtles #90–95            |
| Teenage Mutant Ninja Turtles Vol. 23: City at War Part 2           | 17 березня 2020 | Teenage Mutant Ninja Turtles #96–100           |